# Ostrea equestris
Ostrea equestris är en musselart som först beskrevs av Thomas Say 1834.  Ostrea equestris ingår i släktet Ostrea och familjen ostron. Inga underarter finns listade i Catalogue of Life.
Höger och vänster klaff av samma exemplar:

Höger klaff
Vänster klaff